# ソルティ・ドッグ (加藤和彦の曲)
「ソルティ・ドッグ」(SALTY DOG)は、1980年4月25日に発売された加藤和彦のソロ名義による7枚目のシングルである。

## 解説
「ソルティ・ドッグ」は加藤和彦がザ・ベンチャーズのために作曲したインストゥルメンタルに安井かずみが歌詞を書き下ろし、YMOのメンバーに大村憲司を交えてレコーディングしたセルフカバー・シングルで、発売当時サントリー樹氷のCMに使用された。歌詞ではソルティ・ドッグで失恋の痛手を癒す男が描かれ、サウンド面では1979年発表のアルバム『パパ・ヘミングウェイ』でも取り上げたスカが導入されている点などが特徴として挙げられる。なお、カップリング曲には前記アルバムの収録曲で、歌詞にピニャ・コラーダが登場する「レイジー・ガール (LAZY GIRL)」が使用されており、結果として当シングルは酒を題材にした楽曲で占められたものとなった。

## アートワーク
アートワークは当時加藤のアルバム・デザインを手がけていた奥村靫正が担当し、カバーには三浦順光が撮影した加藤の写真が使われている。その写真の左上にはCMのキャッチコピーである“トロピカル, MY HEART”、左下にはヤシの木のイラストと“SUNTORY TROPICAL'80”の文字を組み合わせたロゴマークがそれぞれ入っている。裏面には「ソルティ・ドッグ」の歌詞の他、参加ミュージシャンのクレジット。さらに下部にはソルティ・ドッグのレシピが記載されている。なおカップリングの「レイジー・ガール」は、歌詞が掲載されていない。

## 収録曲 / パーソネル
全作詞：安井かずみ、作編曲：加藤和彦
収録時間はオリジナル・シングルレコードの表記に基づく。

### SIDE 1
1. ソルティ・ドッグ (SALTY DOG)  –  (4:26)
加藤和彦 - ヴォーカル、ギター
大村憲司 - ギター
細野晴臣 - ベース
高橋幸宏 - ドラムス
坂本龍一 - キーボード

### SIDE 2
1. レイジー・ガール (LAZY GIRL)  –  (5:25)
加藤和彦 - ヴォーカル、ギター
大村憲司 - ギター
小原礼 - ベース
高橋幸宏 - ドラムス
坂本龍一 - フェンダー・ローズ、ウーリッツァー、シンセサイザー
佐藤奈々子 - ヴォイス

## アルバム収録
「ソルティ・ドッグ」は、アナログレコードのアルバムには収録されず、1982年に発売された、カセット限定のコンピレーション・アルバム『さらばミシシッピー - ニュー・ミュージック・ベスト・ヒット』に初収録された。CDでは2014年に発売されたCD付き書籍『バハマ・ベルリン・パリ ヨーロッパ3部作』のボーナス・トラックとしてお目見えした。なお、ベンチャーズのヴァージョンは、加藤のプロデュースによるアルバム『カメレオン』（東芝EMI、1980年）に収録されており、1992年にCD化されている。